# Trevor Sargent

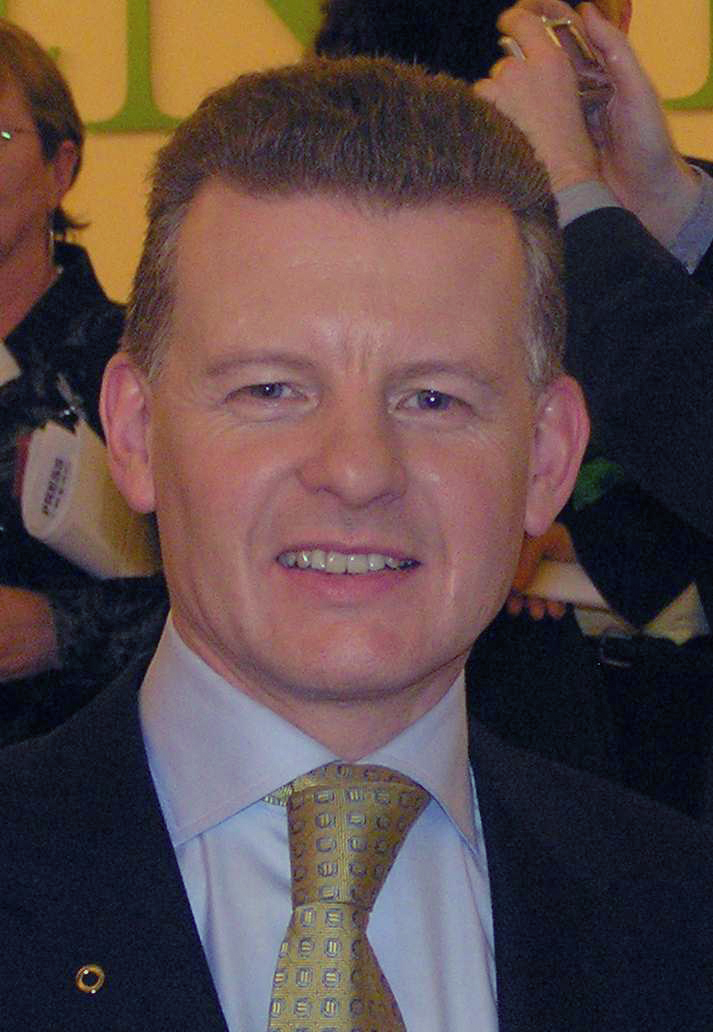
Trevor Sargent

Trevor Sargent (* 1. Juli 1960) ist ein irischer Politiker, Mitglied der Green Party und war von 1992 bis 2011 Teachta Dála im Dáil Éireann.
Als überzeugter Umweltschützer kam Sargent 1982, während er in Dunmanway, County Cork als Lehrer tätig war, durch das Cork Green Movement zu der Ecology Party (wie die Green Party damals hieß).
1989 trat Sargent zur Europaparlamentswahl an, unterlag jedoch mit nur 8,3 % der Stimmen in seinem Wahlbezirk. 1992 wurde er erstmals in den Dáil Éireann gewählt, dem er bis heute angehört. Im Oktober 2001 wurde er zum ersten Parteivorsitzenden seiner Partei gewählt. Im Juli 2007 stimmte der Parteitag der Green Party einer Regierungsbeteiligung mit der bürgerlichen Partei Fianna Fáil sowie den Progressive Democrats zu. Daraufhin trat der diese Regierungsbeteiligung befürwortende Sargent von seinem Amt als Parteivorsitzender zurück, da er während des Wahlkampfes 2007 eine Regierungsbildung seiner Partei mit der Fianna Fáil abgelehnt und keinen Kabinettsposten für sich beansprucht hatte. Neuer Parteivorsitzender wurde John Gormley. Bis zu seinem Rücktritt im Februar 2010 bekleidete er den Posten eines nicht dem Kabinett angehörenden Staatsministers für Ernährung und Gartenbau (Minister of State for Food and Horticulture). Im Februar 2011 verlor er bei der Wahl zum 31. Dáil Éireann seinen Sitz im Unterhaus.
| Vorgänger                   | Amt                                                              | Nachfolger   |
| --------------------------- | ---------------------------------------------------------------- | ------------ |
| Posten wurde neu geschaffen | Parteivorsitzender der Green Party 6. Oktober 2001–13. Juni 2007 | John Gormley |